# Neolucanus swinhoei
Neolucanus swinhoei is een keversoort uit de familie vliegende herten (Lucanidae). De wetenschappelijke naam van de soort is voor het eerst geldig gepubliceerd in 1866 door Bates.